# Eustrotia melanopis
Eustrotia melanopis là một loài bướm đêm trong họ Noctuidae.